# L-多巴

儿茶酚胺类生物合成

L-多巴（L-DOPA，levodopa）化学名 L-3,4-二羟苯丙氨酸，是中枢神经系统传导和调节剂，为酪氨酸经酪氨酸羟化酶的作用下羟化产生的氧化产物，具有儿茶酚羟基。
L-多巴可进一步生成另外一些有生物活性的物质，如：L-多巴在酪氨酸酶的作用下生成多巴醌继而自发转变为黑色素，或在芳香族氨基酸脱羧酶的作用下生成多巴胺，继而形成去甲肾上腺素与肾上腺素等。